# Верходвор'є
Верходво́р'є (рос. Верходворье) — село у складі Юр'янського району Кіровської області, Росія. Входить до складу Верховинського сільського поселення.
Населення становить 157 осіб (2010, 214 у 2002).
Національний склад станом на 2002 рік — росіяни 94 %.